# Угринович, Дмитрий Модестович
Дми́трий Моде́стович Угрино́вич (19 февраля 1923 года, Винница, УССР, СССР — 8 июня 1990 года, Москва, СССР) — советский философ и религиовед, специалист в области психологии и социологии религии. Доктор философских наук, профессор. Один из авторов  «Краткого научно-атеистического словаря», «Настольной книги атеиста» и «Атеистического словаря». Участник Великой Отечественной войны.

## Биография
Родился 19 февраля 1923 года в г. Виннице.
В 1950 году окончил философский факультет МГУ им. М. В. Ломоносова и аспирантуру там же в 1953 году.
В 1953 году МГУ имени М. В. Ломоносова защитил диссертацию на соискание учёной степени кандидата философских наук по теме «Особенности формирования социалистического базиса в СССР»
Был доцентом, профессором и заведующим кафедрой (с 1963 года) диалектического и исторического материализма гуманитарных факультетов МГУ. Он был первым заведующим, которого избирала кафедра (получив такую возможность).
В 1965 году МГУ имени М. В. Ломоносова защитил диссертацию на соискание учёной степени доктора философских наук по теме «О специфике религии и её месте в общественном сознании»
В 1967 году присвоено учёное звание профессора.
С 1970 года и до конца жизни — профессор кафедры истории и теории атеизма и религии философского факультета МГУ.

## Научная деятельность
Д. М. Угринович широко занимался вопросами социологии и психологии религии, исследовал её социальные корни, способы и условия взаимодействия искусства и религии, христианскую культуру познакомил отечественное религиоведение с концепциями современных выдающихся теологов. Также уделял большое внимание теоретической разработке практических вопросов религии (возрождение и развитие обрядности и т.п). Внес существенный вклад в развитие высшего гуманитарного образования в России, в углубление отечественных научных исследований.
Занимался научной работой на международном уровне, являясь членом Международной социологической ассоциации. В 1970 — 1978 годы занимал пост вице-президента исследовательского комитета социологии религии Международной социологической ассоциации, а также был членом исполнительного комитета комитета социологии религии.
Совместно с немецкими учёным написал коллективную монографии «Проблема человека в современном мире», вышедшую в Берлине в 1983 году.

## Научные труды

### Монографии
- Угринович Д. М. О специфике религии. — М.:Изд-во Моск. гос. ун-та, 1961. — 352 с.
- Угринович Д. М. Искусство и религия: Теоретический очерк. — М.:Политиздат, 1963. — 288 с.
- Угринович Д. М. Философские проблемы критики религии: (О специфике религии и её месте в обществ. сознании). — М.: Изд-во Моск. гос. ун-та, 1965. — 349 с. — (О специфике религии).
- Угринович Д. М. Введение в теоретическое религиоведение. — М., 1973;
- Угринович Д. М. Обряды. За и против. — М.: Политиздат, 1975. — 175 с.
- Угринович Д. М. Искусство и религия. — М.: Политиздат, 1982. — 288 с.
- Угринович Д. М. Роль искусства в формировании атеистического мировоззрения. — М.: Знание, 1983. — 63 с.
- Угринович Д. М. Введение в религиоведение. — 2-е изд., доп. — М. : Мысль, 1985. — 270 с.
- Актуальные проблемы теории и практики научного атеизма / Д. М. Угринович, М. П. Новиков, З. А. Тажуризина и др.; Под ред. М. П. Новикова, Ф. Г. Овсиенко. — М. : Изд-во МГУ, 1985. — 239 с.
- Угринович Д. М. Психология религии. — М., 1986. — 352 с.
- Угринович Д. М. Проблемы атеистического воспитания в свете решений XXVII съезда КПСС. — М.: О-во «Знание» РСФСР, 1986. — 34,[2] с.

### Статьи
на русском языке
- Угринович Д. М. Атеистическое воспитание и преодоление религиозной психологии.// Вопросы философии. — 1961. — № 4
- Угринович Д. М. Злоключения современной теологии. // Вопросы философии. — 1963. — № 6;
- Угринович Д. М. Религия как предмет марксистского социологического исследования // Вопросы философии. — 1966. — № 1
- Угринович Д. М. Попытка экзистенциальной интерпретации христианства. // Вопросы философии. — 1966. — № 8;
- Угринович Д. М. О критериях религиозности и их применении в процессе социологических исследований. // Вестник МГУ. Серия «Философия». — 1967. — № 4;
- Угринович Д. М. О специфике и структуре религиозного сознания // Вопросы научного атеизма. Вып. 1 / Редкол. А. Ф. Окулов (отв. ред.) и др.; Акад. обществ. наук ЦК КПСС. Ин-т научного атеизма. — М.: Мысль, 1966. — С. 36—67. — 472 с. — 25 000 экз.
- Угринович Д. М. Религия как предмет марксистского социологического исследования (На втором коллоквиуме по социологии религии) // Вопросы научного атеизма. Вып. 5 / Редкол. сб. А. Ф. Окулов (отв. ред.) и др.; Акад. обществ. наук ЦК КПСС. Ин-т научного атеизма. — М.: Мысль, 1968. — С. 285—301. — 429 с. — 20 000 экз.
- Угринович Д. М. Безрелигиозное христианство Д. Бонхёффера и его продолжателей. // Вопросы философии. — 1968. — № 2. — С. 94-102.
- Окулов А. Ф., Угринович Д. М. Проблемы философии религии на XIV Международном философском конгрессе в Вене // Вопросы научного атеизма. Вып. 7 / Редкол. А. Ф. Окулов (отв. ред.); Акад. обществ. наук ЦК КПСС. Ин-т научного атеизма. — М.: Мысль, 1969. — С. 406—412. — 471 с. — 17 000 экз.
- Угринович Д. М. Методологические вопросы совершенствования системы атеистического воспитания // Вопросы научного атеизма. Вып. 9. Система атеистического воспитания / Редкол. сб. А. Ф. Окулов (отв. ред.) и др.; Акад. обществ. наук при ЦК КПСС. Ин-т научного атеизма. — М.: Мысль, 1970. — С. 38—54. — 406 с. — 17 500 экз.
- Угринович Д. М. О предмете психологии религии и ее месте в системе наук // Вопросы научного атеизма. Вып. 11. Психология и религия / Редкол. сб. А. Ф. Окулов (отв. ред.) и др.; Акад. обществ. наук при ЦК КПСС. Ин-т научного атеизма. — М.: Мысль, 1971. — С. 9—28. — 344 с. — 16 300 экз.
- Угринович Д. М. Религия как предмет социологического исследования // Очерки методологии познания социальных явлений. М., 1970.
- Окулов А. Ф., Угринович Д. М. VΙΙ Международный социологический конгресс. Проблемы социологии религии // Вопросы научного атеизма. Вып. 12 / Редкол. А. Ф. Окулов (отв. ред.) и др.; Акад. обществ. наук при ЦК КПСС. Ин-т научного атеизма. — М.: Мысль, 1971. — С. 325—342. — 415 с. — 16 700 экз.
- Угринович Д. М. Острые философские дискуссии (на заседаниях исследовательской группы «Философия и религиоведение» XV Всемирного философского конгресса) // Вопросы научного атеизма. Вып. 16 / Редкол. А. Ф. Окулов (отв. ред.); Акад. обществ. наук ЦК КПСС. Ин-т научного атеизма. — М.: Мысль, 1974. — С. 245—251. — 358 с. — 18 300 экз.
- Угринович Д. М. Религиозное искусство и его противоречия // Вопросы научного атеизма. Вып. 17 / Редкол. А. Ф. Окулов (отв. ред.); Акад. обществ. наук ЦК КПСС. Ин-т научного атеизма. — М.: Мысль, 1975. — С. 87—101. — 399 с. — 18 300 экз.
- Угринович Д. М. Тенденции эволюции современного буржуазного религиоведения (Критический анализ) // Вопросы научного атеизма. Вып. 23. Философские проблемы атеизма и критики религии / Редкол. П. К. Курочкин (отв. ред.); Акад. обществ. наук ЦК КПСС. Ин-т научного атеизма. — М.: Мысль, 1978. — С. 138—152. — 311 с. — 21 500 экз.
- Угринович Д. М. Англо-американская социология религии (основные направления и профиль). // Вопросы научного атеизма. — 1987. — Вып. 27;
- Угринович Д. М. Проблема трансцендентности Бога в современной христианской теологии. // Философские науки. — 1990. — № 1.

на других языках
- Ugrinovitch D.M. Die Religion als Ideologie und gesellschaftliche Psychologie // Moderne Naturwissenschaft und Atheismus, hrsg. von O. Klohr, В., 1964;
- Ugrinovitch D.M. Methodologische Fragen der marxistischen Religionssoziologie // Religion und Atheismus heute, hrsg. von O. Klohr, В., 1966.